# Alcedo (geslacht)
Alcedo is een geslacht van vogels uit de familie van de ijsvogels (Alcedinidae). De wetenschappelijke naam van het geslacht werd in 1758 gepubliceerd door Carl Linnaeus. De naam Alcedo is afkomstig uit het Latijn, en afgeleid van het Oudgriekse: ἀλκυών alkuōn; alcyon (met als variant ἁλκυών halkuōn; halcyon) en is in beide talen de naam voor de 'ijsvogel'.

## Taxonomie
Linnaeus nam in 1758 zeven soorten op in dit geslacht: Ispida, erithaca, Alcyon, Todus, smyrnensis, rudis en Dea (hoofdletters, die aangeven dat dit zelfstandige naamwoorden zijn, conform het gebruik door Linnaeus). In 1821 selecteerde William Swainson Alcedo ipsida als het type van de geslachtsnaam. Dat was de naam waaronder de Europese ijsvogel toen in de literatuur voorkwam. Reeds in 1760 plaatste Mathurin Jacques Brisson Alcedo todus als typesoort in het geslacht Todus, en A. smyrnensis in het geslacht Ispida. De laatste werd door James Francis Stephens in 1826 in het geslacht Halcyon geplaatst. Alcedo erithaca werd in 1802 als typesoort in het geslacht Ceyx geplaatst. In 1825 plaatste Nicholas Aylward Vigors Alcedo dea in het geslacht Tanysiptera; waarna James Lee Peters de soort in 1948 in het geslacht Galbula plaatste. In 1828 plaatste Lorenz Oken Alcedo rudis en A. alcyon in het geslacht Ceryle, waarmee op Alcedo ipsida na alle oorspronkelijke soorten in een ander geslacht waren geplaatst. De naam Alcedo ispida werd in 1916 op voorstel van Alfred Laubmann vervangen door Alcedo atthis (Linnaeus, 1758), oorspronkelijk gepubliceerd als Gracula atthis, waarbij ispida de naam bleef van de Europese ondersoort (Alcedo atthis ispida).

## Soorten
- Alcedo atthis  – IJsvogel
- Alcedo coerulescens  – Turkooisijsvogel
- Alcedo euryzona  – Javaanse blauwborstijsvogel
- Alcedo hercules  – Blyths ijsvogel
- Alcedo meninting  – Menintingijsvogel
- Alcedo peninsulae  – Soendablauwborstijsvogel
- Alcedo quadribrachys  – Glansijsvogel
- Alcedo semitorquata  – Kobaltijsvogel